# 이건청
이건청(李健淸,1942년 ~ )은 대한민국의 시인이며 대학 교수이다.
이건청은 경기도 이천군 모가면 신갈리에서 출생하였다. 한양대 국문과 및 동 대학원을 졸업하였고, 단국대학교 대학원에서 문학박사 학위를 받았다.  1967년 《한국일보》 신춘문예로 등단하였다. 현대문학상 .한국시협상, 목월문학상, 현대불교문학상, 녹원문학상, 고산문학대상,  김달진문학상, 편운문학상, 자랑스런 양정인상 등을 수상하였다. 시집으로 《이건청 시집》,《목마른 자는 잠들고》,《망초꽃 하나》,《하이에나》,《코뿔소를 찾아서》《석탄형성에 관한 관찰 기록》,《푸른 말들에 관한 기억》,《소금창고에서 날아가는 노고지리》,《반구대암각화 앞에서》《굴참나무 숲에서》,《곡마단 뒷마당엔 말이 한 마리 있었네》 《실라캔스를 찾아서》《이건청 문학선집》(전4권),《이건청 시전집》(전2권)등이 있다.
이건청은 김소월 정지용 박목월로 이어지는 한국 서정시의 계보를 이으면서 서정의 폭과 깊이를 심화 확장시켜온 시인이다.
```
이건청은 박목월이 주재하여 1973년에 창간한 월간시지 《심상》편집에 참여하여 1978년 박목월 작고시까지 편집 책임을 맡아 일했다. 또한, 박목월 문하생 모임인 목월문학 포럼의 회장(1974~2018)을 맡아 박목월 시의 연구와 시사적 정립을 위해 노력하였다.
```

그는 1980년대 한국 생태환경시 운동에 참여, 인도 보팔시의 시안가스 누출 참사를 다룬 장시 <눈먼 자를 위하여>, 탄광 환경 문제를 다룬 시집 《석탄형성에 관한 관찰 기록》등을 통해 생태환경의 문제를 지속적으로 제기하였다. 또한 울산 울주군 대곡천 일원의 반구대암각화와 천전리암각화를 형상화한 한국 최초의 문학작품집인 시집 《반구대암각화 앞에서》를 냈다. 그는 세계적 주요 문화유산인 울산 대곡천암각화의 가치와 보존필요성을 널리 알리기 위해 조직된 민간 단체 반구대 포럼의 핵심 멤버로 활동하기도 하였다.
그의 초기시는 내면에 깊이 침잠하여 현대 정신의 위기와 심연을 의식의 심층에서 형상화하였으며, 중전기시는 현실의 가치혼란 속에서 순정한 자아를 정립하려는 노력을 기울였다, 그리고, 중후기시는 시적 대상과의 원숙한 소통을 형상화하려는 노력을 기울였다.
그의 후기시는 노년에 접어든 한계존재의 근원을 찾으려 하였다. 우주천문학, 고생물고고학, 선사지질학, 화석학 지식 축적 속에서 생명의 기표를 찾아다니며 시와 삶의 궁극적 귀의처를 찾으려 하였다.

《李健淸 詩集》 (1970),  《목마른 자는 잠들고》(1975)에는 난마의 현실 속에서 맞이하곤 하던 개인의 내면 풍경들이 앙상한 형해의 모습으로 표출되어 있다. 진술의 말들은 배제되었으며 남겨진 파멸 이미저리들만으로 구원을 기다리곤 했었다. 시인은 ｢말｣, ｢구시가의 밤｣,｢손금｣같은 시편들 속에 구명 신호를 담아보려고 애를 쓰곤 하였다.
《망초꽃 하나》(1983), 《하이에나》(1989),  《코뿔소를 찾아서》(1995), 《석탄형성에 관한 관찰 기록》 (2000)의 시편들은 썼을 때 시인의 육신나이 40대에 접어들고 있었다. 가정을 지켜야 했으며 직장인으로서의소임을 감당해야 했었다. 1980년부터 대학 교수의 직책을 감당해야 했으며, 힘들기로 소문난 대학신문의 주간 교수 직책을 맡기도 했었다. 더구나 이 시기의 한국사회는 산업화, 민주화의 열풍이 노도처럼 몰아치던 시기였다. 대학 캠퍼스는 민주화 열풍의 격전지였으며 최루탄 가스가 강의실을, 연구실을 휘몰아치곤 했었다. ‘대학신문’은 과열된 민주화 욕구가 표출되는 대표적 혁신 언론이었다. 학생기자들의 욕구는 실정법의 한계를 넘기 일쑤였으며 주간 교수는 학생기자들을 보호해야 하는 입장이었다.이 시기의 시편들은 시인의 객관화된 눈으로 바라본 현실의 모습이차가운 객관의 언어로 표출되었다. ‘말’, ‘하이에나’, ‘코뿔소’같은 시적상징들이 시대정신의 치환물로 차용되었으며, 1980년의 ‘사북사태’,1984년 인도 보팔 시에서 일어난 환경 재난－시안가스 누출 사고등을테마로 한 연작시가 씌어졌다. 강원도 태백 장성탄광 3200m 지하 막장까지 내려가, 채탄 작업환경을 목도하였다. 탄광사고 일지, 합의서, 진단서 등이 삽입된 시집 석탄형성에 관한 관찰 기록도 이 시기에씌어졌다.
《푸른 말들에 관한 기억》(2002),  《소금창고에서 날아가는 노고지리》(2007),  《반구대 암각화 앞에서》(2010),  《굴참나무 숲에서》(2012),  《곡마단 뒷마당엔 말이 한 마리 있었네》(2017)의 시편들은 오랜 서울 생활을 끝내고 양촌리로 귀촌하게 되면서 쓴 시편들이다. 2007년 대학 강단정년을 앞두고, 2000년 양촌리에 집과 서재를 신축하고 50여 년 서울살이를 버리고 낙향했으며 자연과 시적 자아와의 관계를 재정립할 수있게 되었다. 치유로서의 시의 직능 욕구들이 극대화되어 나타나기 시작한 시편들이 이 시기에 창작되었다. 삶의 근원을, 현실의 근원을 천착하고 유년체험을 소환해 타성에 기우는 시적 자아를 건져내려는 시도가 지속적으로 이어졌다. 이 시기에 펴낸 시집 《반구대 암각화 앞에서》에는 울산시 울주군 대곡천 일원에서 발견된 반구대 암각화와 천전리 암각화를 모티프로 한시편들이 수록되었다. 7천여 년 전까지로 추정되는 암각 도형들을 통하여 한반도 울산 유역에 살았던 선사의 사람들이 보내오고 있는 교신내용을 수신해 ‘오늘의 사람들’에게 전하는 소명을 시로 형상화 하고자하였다.
《실라캔스를 찾아서》(2021)는 우주천문학 ․ 고생물고고학 ․ 선사지질학 등 연구 축적 속에서 생명의 기표들을 찾아다니며 직면하게 된 새로운 세계를 담아낸 시집이다. 하늘에는 인지능력으로는 측정 불가의역동적 우주가 실재實在하고 있으며, 지구 표층이 형성되기 시작한 38억년 이후 퇴적암에는 헤아릴 수 없는 생명 기표들인 화석이 켜켜이 쌓여 있다.3억 6천만 년에서 6천 5백만 년 전, 퇴적암에서 발견되던 화석물고기 실라캔스가 몇 억년의 시간을 물속에 살았으면서도 물속 환경을 따라가 진화되지 않은 육지척추동물의 몸으로 어부의 그물에 잡혀 올라왔다. 지구가 겪은 융기, 충돌, 분화를 포함한 모든 변화양상과 내용은켜켜이 쌓여 시기별 지질시대地質時代의 암반층으로 굳어 있다. 이 우주천문의 세계와 선사지질의 시대가 지니고 있는 무량수無量壽의 과거로돌아가고 싶다. 육신 나이 80에 접어들며 내 궁극의 귀향처를 발견하게된 것은 기쁜 일이다.
시집 『열아홉 개 섬과 암초들을 부르는 시』는 노년기에 이르른 시인의 시간적 스펙트럼이  "38억년 초기 지질시대부터 외계우주 미래시대“ 까지 확대되고 있음을 보여준다. 이건청 시인의 문학적 여정은 끊임없는 확장과 심화의 과정이었다. 초기 시의 서정성과 감각적 이미지는 이후 사유의 깊이와 감각적 표현의 조화로 발전하였고, 과거와의 소통 시도는 점차 광대한 시간 의식과 우주론적 탐구로 확산되었다.  시집『열아홉 개 섬과 암초들을 부르는 시』는 이러한 시인의 문학적 변모가 도달한 새로운 경지를 보여주는 작품이다. 플라스마 센터우리, 카시오페이아 같은 은하의 별들을 찾아 나서고, 시를 통한 외계 생명과의 소통을 시도하기도 한다.이는 시인의 시적 정진이 개인적 차원을 넘어 인류와 지구의 근원적 질문으로 향하는 필연적인 흐름임을 보여주는 것이라 할것이다. 특히 과학적 지식과 시적 상상력의 융합이라는 측면에서 이건청의 시는 노년기의 뜻깊은 정진을 보여주는 것이라 할 것이다.
이건청의 가족은 아내 서대선(시인. 전 신구대 교수), 아들 이해준(한양대 교수. 한국현대무용협회 이사장) 딸 이수정(시인, GIST 교수),자부 김지영(공연예술학 박사)  손자 이한울, 손녀 이한결이 있다.
1960년대 모더니즘 운동을 주도한 '현대시 동인'의 멤버이며 한국시인협회 회장, 한양대학교 사법대학 학장을 역임하였다. 현재 한양대 명예교수이다.

.